# Palczew-Parcela
Palczew-Parcela – wieś sołecka w Polsce położona w województwie mazowieckim, w powiecie grójeckim, w gminie Warka.
| SIMC    | Nazwa    | Rodzaj    |
| ------- | -------- | --------- |
| 0640403 | Oskardów | część wsi |

Wieś powstała z rozparcelowanego w 1921, folwarku w Palczewie.
Palczew wraz z okolicznymi majątkami na początku XIX w. należały do Franciszka Salezego hr. Krasickiego, po czym kilkakrotnie zmieniały właścicieli. W 1849 r. posiadłości przeszły w ręce Antonio Dal Trozzo – legenda głosi, że Dal Trozzo grając w karty z dziedzicami okolicznych dóbr przejmował kolejne majątki za długi karciane. W 1855 roku Palczew przeszedł w ręce syna Antonia Dal Trozzo–Antoniego. 
W latach 1975–1998 miejscowość administracyjnie należała do województwa radomskiego.
W miejscowości znajduje się zabytkowy Biały Pałac, w którym obecnie funkcjonuje hotel. 